# 巴登的馬克西米利安
巴登的馬克西米利安（德語：Maximilian von Baden，1796年12月8日—1882年3月6日），巴登大公卡爾·腓特烈的幼子，母親是霍赫貝格的路易絲·卡羅琳。

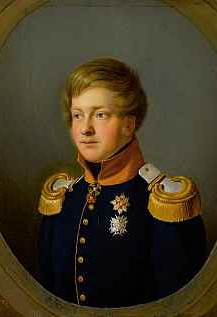

馬克西米利安終生未婚，1882年於卡爾斯魯厄去世，享年85歲。